# Tambon Chok Chai
Tambon Chok Chai (Thai: โชคชัย) is een tambon in de amphoe Doi Luang in de changwat Chiang Rai. De tambon telde in 2005 8.793 inwoners en bestaat uit 11 mubans.